# Raynell Andreychuk

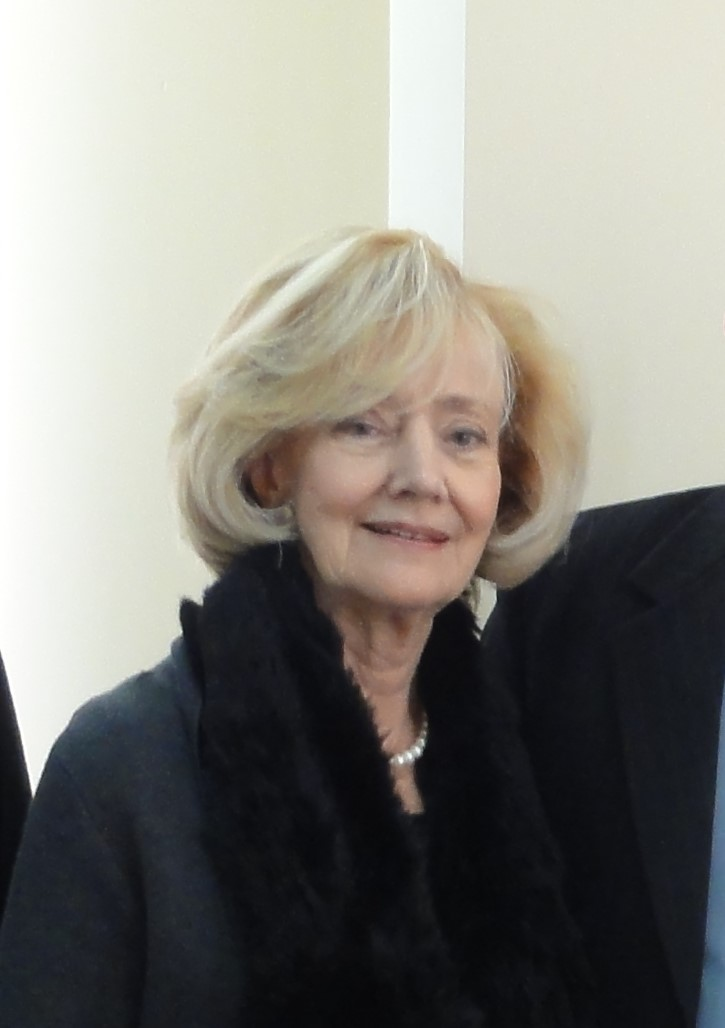
Raynell Andreychuk. 6. März 2018

A. Raynell Andreychuk (* 14. August 1944 in Saskatoon, Saskatchewan) ist eine kanadische Politikerin der Konservativen Partei Kanadas. Von 1993 bis 2019 vertrat sie die Provinz Saskatchewan im Senat von Kanada.

## Leben
Andreychuk studierte an der University of Saskatchewan, wo sie einen Bachelor of Arts und einen Bachelor of Laws erwarb. Sie war als Richterin am Provinincial Court of Saskatchewan und Kanzlerin der University of Regina tätig. Später fungierte sie als kanadische Botschafterin bzw. Hochkommissarin in Kenia, Uganda, Somalia, den Komoren und Portugal sowie als Abgesandte Kanadas zum Umweltprogramm der Vereinten Nationen und zur UN-Menschenrechtskommission. 1993 wurde sie auf Vorschlag von Premierminister Brian Mulroney Senatorin im Senat von Kanada. Innerhalb des Senats gehörte sie zunächst der Fraktion der Progressiv-konservativen Partei und ab 2004 der der Konservativen Partei an. Seit April 2014 ist Andreychuk nach der völkerrechtswidrigen Annexion der Krim durch Russland auf einer Sanktionsliste der russischen Regierung. Am 13. August 2019 schied sie nach Erreichen der Altersgrenze von 75 Jahren aus dem Senat aus.

## Publikationen
- The work of the Standing Senate Committee on Human Rights: an overview of Children: The Silenced Citizens, Saskatchewan Law Review, 71:23-38 Nr.1 2008
- Democracy in the 21st century: Children: the silenced citizens, Canadian Parliamentary Review, 30 (2):2-3 Sommer 2007
- Human rights and Canadian foreign policy, University of New Brunswick Law Journal, 45:311-17 1996